# Węgierska Brama w Kijowie
Węgierska Brama – średniowieczna brama wjazdowa do Kijowa, stolicy Rusi Kijowskiej, przy targowej osadzie węgierskich kupców nad Dnieprem.
Brama była jedną z trzech bram grodu, zbudowanych przez Jarosława I Mądrego. Węgierska Brama wspomniana była w Latopisie hipackim w roku 1151, została spalona podczas pożaru w styczniu 1124. 
Obecność Węgrów w tej części dorzecza Dniepru źródła historyczne datują od początku IX w., w normańskich sagach Kijów nazywany był w tym czasie krajem albo miastem Hunnów – Chunigard lub Känu-gard, lub Hunigard.
Węgrzy w Kijowie zostali wspomniani w kronice Thietmara podczas najazdu Bolesława Chrobrego na to miasto. Kronikarz pisze, że Chrobrego wspomagało w tej wyprawie trzystu rycerzy niemieckich i pół tysiąca węgierskich, a współdziałali z nim także koczowniczy Pieczyngowie.